# 鬼之舌震

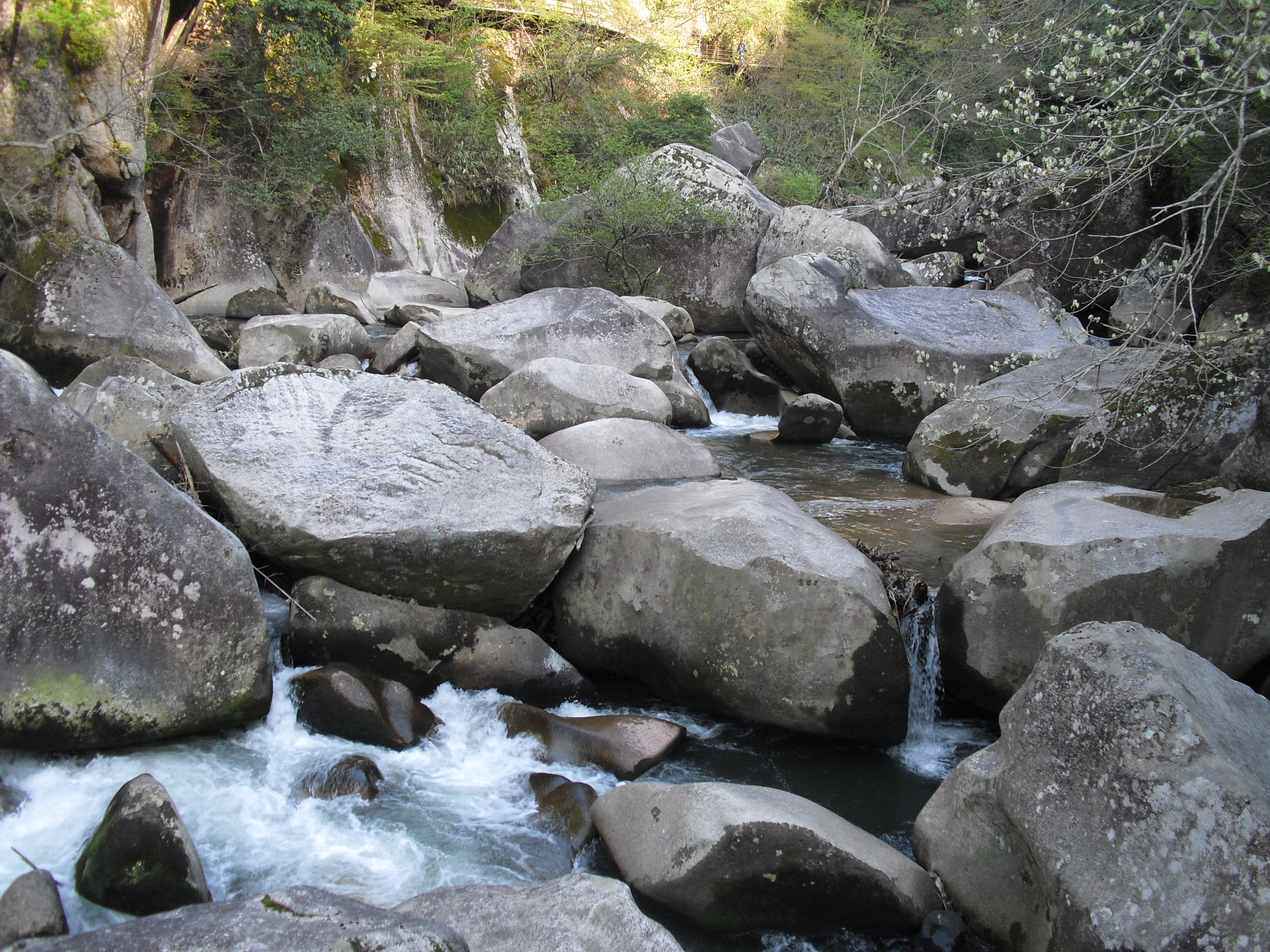
鬼之舌震

鬼之舌震（日语：／）乃指位於日本島根縣奧出雲町斐伊川支流大馬木川上游的峽谷，昭和2年（1927年）被指定為國家名勝和天然紀念物，正式登錄名稱為鬼舌振（（日語）おにのしたぶる）。該地地名出自《出雲國風土記》仁多郡條「和邇之欣慕」的音轉，請見下文之詳細解釋。

## 概要

### 古籍記載
根據《出雲國風土記》仁多郡條的記錄，「戀山」位於郡衙正南方23里，古代相傳和邇因迷戀阿伊村坐神玉日女命，故溯溪而上；但是玉日女命用石頭把河川堵住，讓和邇無法再前進，故云戀山。

### 解說
由於和邇迷戀玉女日命（（日語）ワニが慕った），後世將地名訛轉成「鬼之舌震（（日語）おにのしたぶる）」。這一帶地質屬於黑雲母花崗岩，長年受到溪水浸潤侵蝕，谷底具有許多壺穴，巨大的岩石一一露出，形成奇特的景觀。此處設有賞景步道，可供觀光客攬勝賞景。可惜受到下游人工湖影響，峽谷下方的景觀大不如前。著名明星派抒情詩人與謝野鐵幹、晶子夫妻探訪此地時，亦做了詩歌吟詠。

## 內部連結
- 島根縣
- 奧出雲町
- 出雲國風土記

## 外部連結
- （日語）島根県：鬼の舌震
- （日語）鬼の舌震